# Parco archeologico dei Campi Flegrei
Il Parco Archeologico dei Campi Flegrei è un istituto del Ministero della Cultura (MiC) avente il compito di salvaguardare e valorizzare il patrimonio archeologico dei Campi Flegrei, territorio situato nella città metropolitana di Napoli caratterizzato da una ricca stratificazione storica che va dall'antichità classica ai tempi moderni.
L'ente, dotato di autonomia speciale, è compreso tra i parchi archeologici di rilevante interesse nazionale ai sensi del DM 198, 09/04/2016 ART. 4, ed è stato istituito con decreto ministeriale del 23 gennaio 2016.

## Storia e caratteristiche del territorio

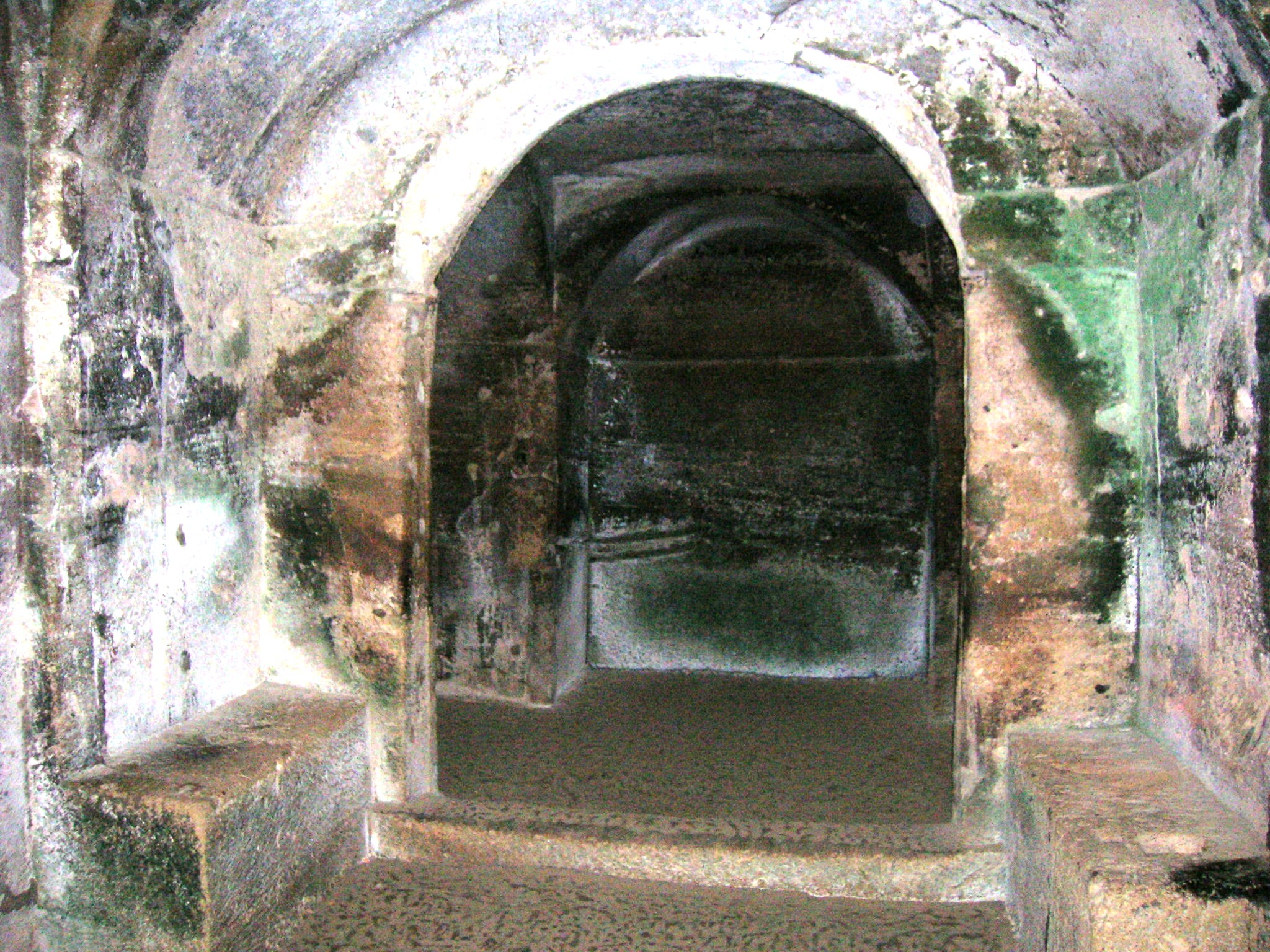
La stanza della Sibilla Cumana

Il territorio dei Campi Flegrei costituisce un contesto singolare per storia, natura e paesaggio, caratterizzato da un'attività vulcanica intensa che si manifesta in molteplici forme: bradisismo, vapori termali, sorgenti d'acqua, fumarole e un elevato numero di vulcani attivi. Questo territorio ha avuto un ruolo centrale nella storia antica, ospitando alcuni dei più importanti miti dell'antichità come la Gigantomachia, la Sibilla cumana e la porta degli Inferi nell'Averno.
In età arcaica vi sorse Cuma, la prima colonia greca del Mediterraneo Occidentale, mentre in età romana fu sede di Puteoli, il più importante porto commerciale dell'Urbe. Baia acquisì inoltre fama ineguagliata come località prediletta per la villeggiatura della nobiltà romana e successivamente come sede del palatium imperiale.

## Organizzazione e struttura
Il parco è configurato come un "parco diffuso" che integra in un sistema unitario i numerosi siti e monumenti archeologici sparsi nel territorio flegreo. Con decreto ministeriale del 9 aprile 2016 sono stati assegnati al parco 26 siti archeologici distribuiti nei comuni di Pozzuoli, Bacoli, Monte di Procida, Giugliano in Campania, Quarto e Napoli.

## Siti archeologici
I siti compresi nel parco includono:
Siti di Pozzuoli:
- Anfiteatro Flavio
- Grotta di Cocceio

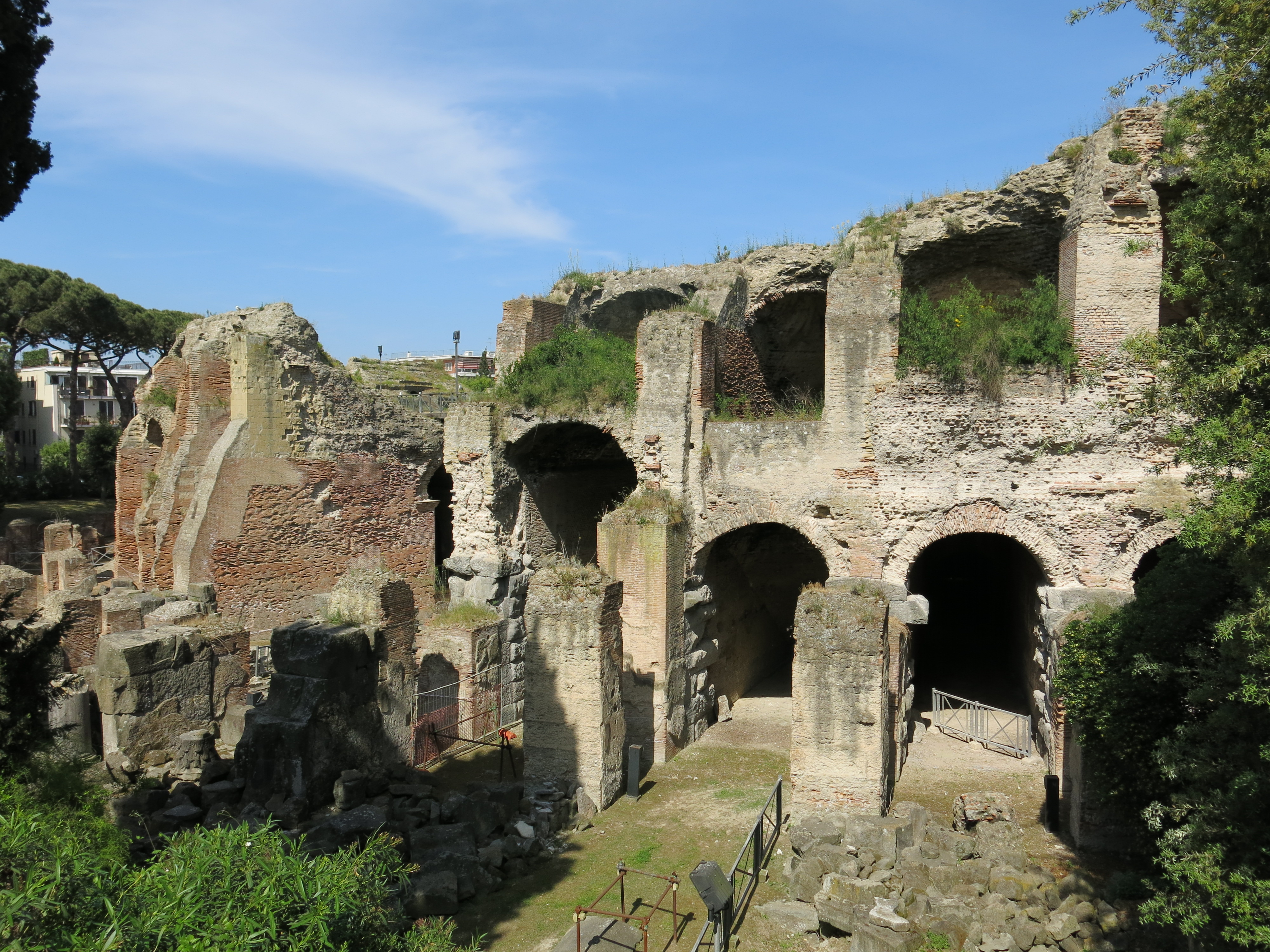
Anfiteatro Flavio (Pozzuoli)

- Ipogei del Fondo Caiazzo (settore della necropoli di Puteoli)
- Necropoli di San Vito (settore della necropoli di Puteoli)
- Necropoli di Via Celle (settore della necropoli di Puteoli)
- Parco Archeologico di Cuma
- Stadio di Antonino Pio
- Tempio di Apollo (lago d'Averno)
- Tempio di Serapide/Macellum

Siti di Bacoli:
- Anfiteatro di Cuma
- Cento Camerelle (Bauli)
- Grotta della Dragonara (Misenum)

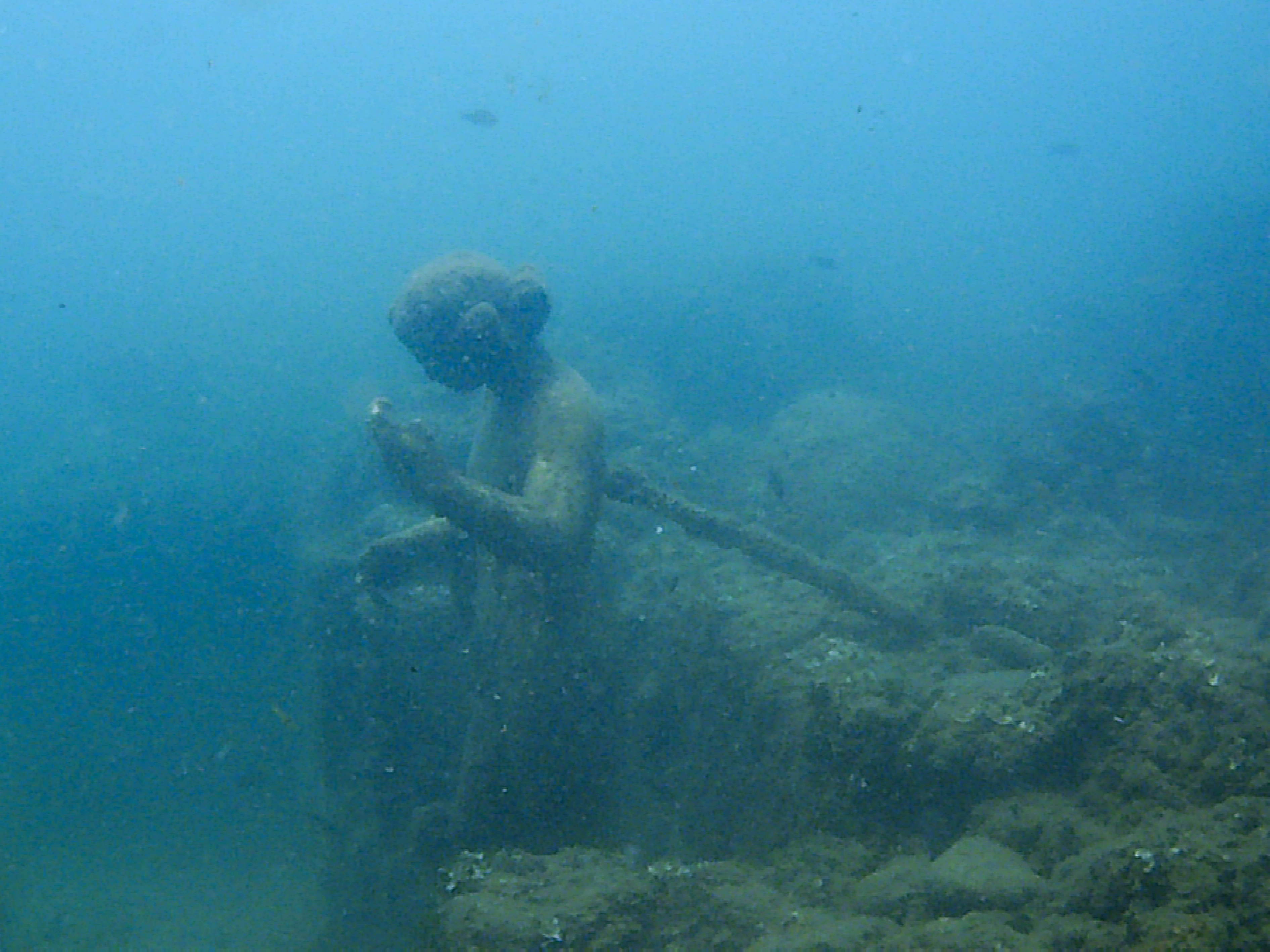
Parco Archeologico Sommerso di Baia

- Museo Archeologico dei Campi Flegrei nel Castello di Baia
- Parco Archeologico delle Terme di Baia
- Parco Archeologico Sommerso di Baia
- Parco Monumentale di Baia
- Piscina Mirabilis (Misenum)
- Sacello degli Augustali (Misenum)
- Teatro Romano (Misenum)
- Tempio di Diana (Baia)
- Tempio di Venere (Baia)
- Tomba di Agrippina (Bauli)

Altri siti:
- Anfiteatro di Liternum (Giugliano in Campania)
- Parco Archeologico di Liternum (Giugliano in Campania)
- Necropoli di Cappella (Monte di Procida)
- Villa del Torchio (Quarto)

## Museo Archeologico dei Campi Flegrei
Il Museo archeologico dei Campi Flegrei, inaugurato nel 1993, è allestito nel Castello Aragonese di Baia, una fortezza costruita a picco sul mare su un preesistente complesso residenziale di epoca romana. Il museo conserva i reperti provenienti dai siti archeologici del territorio flegreo e include anche i materiali dell'Antiquarium flegreo, un piccolo museo allestito negli anni '50 da Amedeo Maiuri e Alfonso De Franciscis.

## Parco Archeologico Sommerso
Una particolarità del parco è rappresentata dal Parco Archeologico Sommerso di Baia, che tutela i resti archeologici sommersi a causa dei fenomeni bradisismici che hanno interessato l'area nel corso dei secoli. Questo fenomeno ha causato l'abbassamento del suolo al di sotto del livello del mare, creando uno dei più importanti siti archeologici subacquei del Mediterraneo.